# Chayuan, Fujian
Chayuan är ett stadsdelsdistrikt i sydöstra Kina. Det ligger i stadsdistriktet Jin'an i provinshuvudstaden Fuzhou i provinsen Fujian. Antalet invånare är 90 045. Befolkningen består av 45 011 kvinnor och 45 034 män. Barn under 15 år utgör 10,0 %, vuxna 15-64 år 81 %, och äldre över 65 år 8,0 %.